# Terebela
Terebela – wieś w Polsce położona w województwie lubelskim, w powiecie bialskim, w gminie Biała Podlaska.
Wieś magnacka położona była w końcu XVIII wieku w hrabstwie bialskim w powiecie brzeskolitewskim województwa brzeskolitewskiego. W latach 1975–1998 miejscowość administracyjnie należała do województwa bialskopodlaskiego.
Wieś jest sołectwem w gminie Biała Podlaska. Według Narodowego Spisu Powszechnego z roku 2011 wieś liczyła 327 mieszkańców.
Przez miejscowość przepływa rzeka Klukówka, dopływ Krzny. Znajduje się tu także łowisko rybne.
We wsi znajduje się XIX-wieczny park dworski (Nr rej: A-136 z 1983-12-31).
Urodziła się tu Józefa Aleksandra Matyńkowska – polska nauczycielka i polityk, posłanka na Sejm PRL VIII i IX kadencji.
Wierni Kościoła rzymskokatolickiego należą do parafii św. Ojca Pio w Rakowiskach.